# Studium (szachy)
Studium, etiuda – kompozycja szachowa, która jedna ze stron ma zrealizować pomysł bez ograniczenia liczby posunięć.
Zadaniem studium są dwie możliwości:
- białe zaczynają i wygrywają (wygrana)
- białe zaczynają i remisują (remis)

Pozycja studium przypomina końcówkę i jest bliższa grze praktycznej niż inne działy kompozycji szachowej.
Studium dzielimy na analityczne lub kombinacyjne.
Rozwiązanie studium powinno być jedynym rozwiązaniem.
Najwybiniejsi autorzy studiów to: André Chéron, G. Kasparian, W. Korolkow, W. i M. Płatonowie, Ladislav Prokeš, Richard Réti, Henri Rinck, Aleksy Troicki.
Największe kolekcje studiów ułożyli: C. Lafora (18 000), G. Kasparian i F. Bondarenko (po 15 000). W Polsce ten dział kompozycji propaguje Jan Rusinek.